# 舊布里茲米爾 (加利福尼亞州)
舊布里茲米爾（英語：Old Bretz Mill）是位於美國加利福尼亞州弗雷斯諾縣的一個非建制地區。該地的面積和人口皆未知。

## 地理
舊布里茲米爾的座標為37°04′54″N 119°17′55″W / 37.08167°N 119.29861°W，而該地的平均海拔高度為1775米（即5823英尺）。